# Arbeitsamt der Deutschsprachigen Gemeinschaft
Het Arbeitsamt der Deutschsprachigen Gemeinschaft (afgekort ADG) is de dienst voor arbeidsbemiddeling en beroepsopleiding van de Duitstalige Gemeenschap in België. Het heeft een functie die vergelijkbaar is met die van de VDAB in Vlaanderen, de Forem in Wallonië en ACTIRIS in het Brussels Hoofdstedelijk Gewest en helpt werkzoekenden bij het vinden van een gepaste baan en verstrekt beroepsopleidingen. De bevoegdheid van het ADG is beperkt tot het grondgebied van de Duitstalige Gemeenschap.
Het ADG werd opgericht bij decreet van de Duitstalige Gemeenschapsraad van 1 januari 2000, wat aanmerkelijk later is dan de bemiddelingsdiensten VDAB in Vlaanderen en FOREM in Wallonië die al eind jaren ’80 in het leven waren geroepen na de staatshervorming van 1989. Arbeidsbemiddeling was bij die staatshervorming oorspronkelijk echter voorzien als gewestbevoegdheid, en is pas op 1 januari 2000 door het Waalse Gewest aan de Duitstalige Gemeenschap overgedragen. Voor deze datum was de Waalse bemiddelingsdienst FOREM ook in de Duitstalige gemeenten bevoegd.
Bij de keuze van de naam heeft men zich niet laten leiden door de benaming van de diensten in Wallonië of Vlaanderen, maar door de in Duitsland gebruikte terminologie, waar de tegenhanger van de Nederlandse Centra voor Werk en Inkomen en de Vlaamse werkwinkels "Arbeitsamt" heetten (na een hervorming in 2002 echter "Arbeitsagentur").
Het ADG heeft een parastataal karakter. Dat wil zeggen dat het een eigen rechtspersoonlijkheid heeft en bestuurd wordt door een beheerraad ("Verwaltungsrat"), maar onder toezicht staat van de Duitstalige Gemeenschapsregering (i.c. de Duitstalige minister van Arbeid).
Het ADG heeft twee bemiddelingskantoren: een in Eupen en een in Sankt Vith, en drie opleidingscentra: naast Eupen en Sankt Vith ook in Recht.
In juni 2006 stond het ADG in voor 2583 werkzoekenden in zijn ambtsgebied.